# Сухореченский (Красноярский край)
Сухореченский — посёлок в Ужурском районе Красноярского края России. Входит в состав Крутоярского сельсовета.

## География
Посёлок расположен в 47 км к северу от районного центра Ужур.

## История
В 1976 г. Указом Президиума ВС РСФСР поселок  отделения № 3 Андроновского совхоза переименован в Сухореченский.

## Население
| 2010 |
| ---- |
| 184  |